# Elizabeth Ashton
Elizabeth Ashton –conocida como Liz Ashton– (16 de marzo de 1950) es una jinete canadiense que compitió en la modalidad de concurso completo.
Ganó una medalla de oro en el Campeonato Mundial de Concurso Completo de 1978, y una medalla de plata en los Juegos Panamericanos de 1975.

## Palmarés internacional
| Campeonato Mundial   | Campeonato Mundial         | Campeonato Mundial | Campeonato Mundial |
| Año                  | Lugar                      | Medalla            | Categoría          |
| -------------------- | -------------------------- | ------------------ | ------------------ |
| 1978                 | Lexington (Estados Unidos) | Medalla de oro     | Por equipos        |
| Juegos Panamericanos |                            |                    |                    |
| Año                  | Lugar                      | Medalla            | Categoría          |
| 1975                 | Ciudad de México (México)  | Medalla de plata   | Por equipos        |